# Delia segmentata
Delia segmentata este o specie de muște din genul Delia, familia Anthomyiidae. A fost descrisă pentru prima dată de Wulp în anul 1896. Conform Catalogue of Life specia Delia segmentata nu are subspecii cunoscute.